# Vilcabamba (conto de Turtledove)
"Vilcabamba" é um conto de ficção científica de 2010 escrito por Harry Turtledove, notável tanto por seu conteúdo quanto pela decisão incomum 
do autor de publicá-lo gratuitamente no tor.com, renunciando assim aos royalties de sua publicação. A história mais tarde seria reimpressa na coleção The Best of Harry Turtledove em 2021.

## Etimologia
O título da história é tirado de Vilcabamba, Peru, a capital do estado Neoinca e o último posto avançado mantido pelos Incas antes de ser completamente devastado pela Espanha no século XVI. Na história, o chefe de um dos gabinetes de Moffatt compartilha essa história com o presidente, que está resignado com o fato de que eles desempenharão o mesmo papel.
Turtledove compara os eventos de sua história à colonização espanhola da América do Sul de várias maneiras:
- Os Krolp são inicialmente recebidos com uma oferta de paz pelos humanos, que eles recusam rápida e violentamente.
- Os Krolp possuem tecnologia muito além da compreensão humana, apesar de décadas de tentativas de engenharia reversa.
- Os Krolp veem a humanidade como inferior e fazem o possível para "Krolpizar" os humanos sob seu controle.
- Os Krolp valorizam a riqueza mineral e prontamente violam um tratado de paz para obtê-la.

## Resumo do enredo
A história se passa no século 22, 50 anos depois que uma raça alienígena conhecida como Krolp conquistou e ocupou grande parte do planeta Terra. O presidente dos Estados Unidos e também primeiro-ministro do Canadá, Harris Moffatt III, governa um enclave dos dois países (cujos governos se fundiram para tentar repelir os Krolp) que reside ao longo das Montanhas Rochosas e da Cordilheira Wasatch, tendo Grand Junction, Colorado como capital provisória. Washington, DC continua sendo a capital de jure dos Estados Unidos, embora esteja sob ocupação Krolp e o último presidente a ter realmente residido na cidade foi o avô de Moffatt, Harris Moffatt I.

Após décadas de paz após a assinatura de um tratado entre os Krolp e o enclave, os alienígenas exigem acesso aos depósitos de ouro e prata localizados quilômetros abaixo da superfície do nordeste de Utah. Moffat, sabendo que as operações de mineração dos Krolp devastarão o que restou dos dois países (a Espanha ficou praticamente inabitável depois que os Krolp reviraram quase todo o país para obter acesso às reservas de mercúrio no subsolo), se recusa e lança uma revolta. A revolta inicialmente surpreende os Krolp, mas em três dias é rápida e completamente aniquilada. Os últimos remanescentes do exército americano/canadense deixam de existir e Moffatt e sua esposa tentam fugir para o norte. No entanto, eles são capturados e forçados a viver o resto de suas vidas em exílio na capital norte-americana dos Krolp, St. Louis.